# Abteikirche Murbach

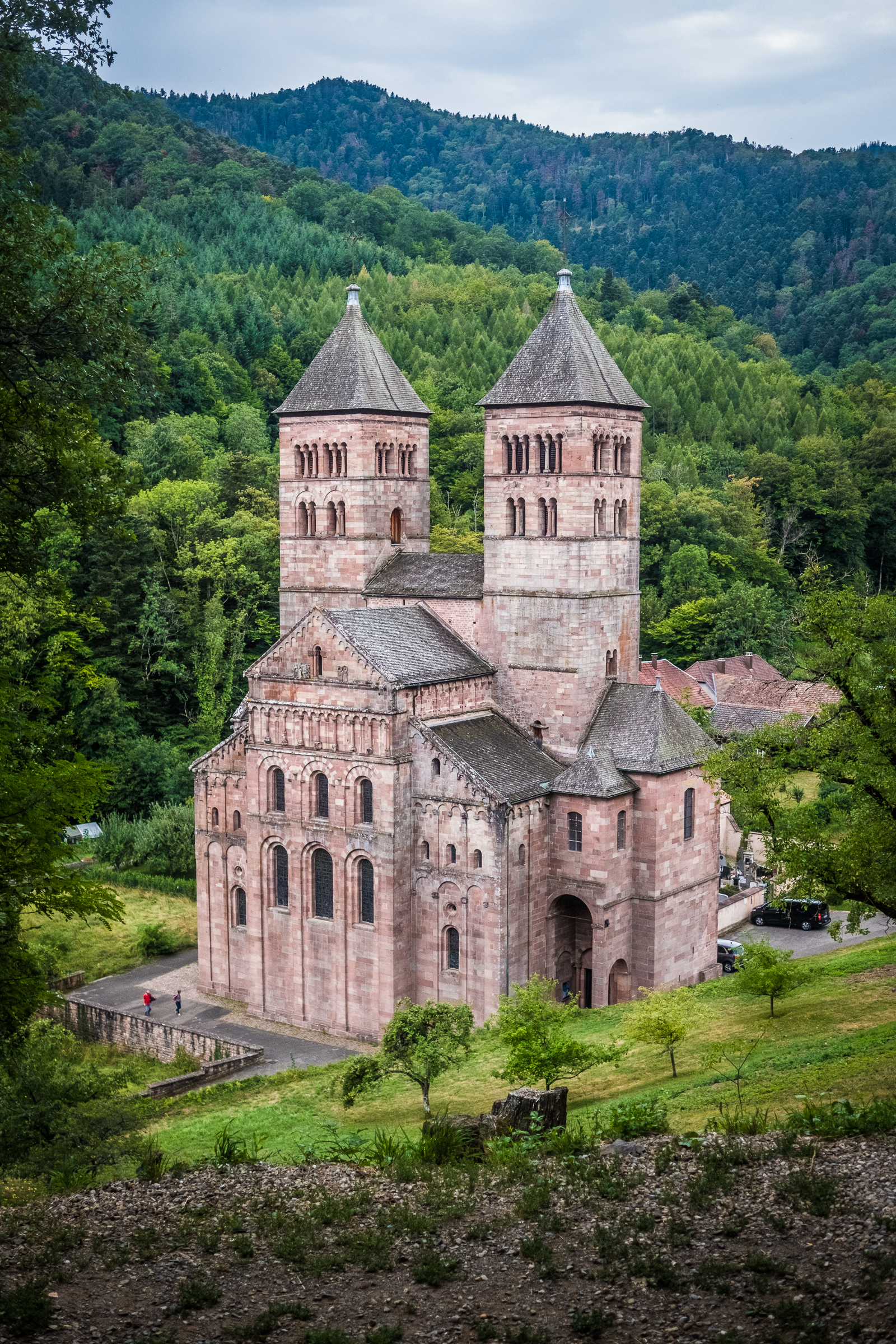

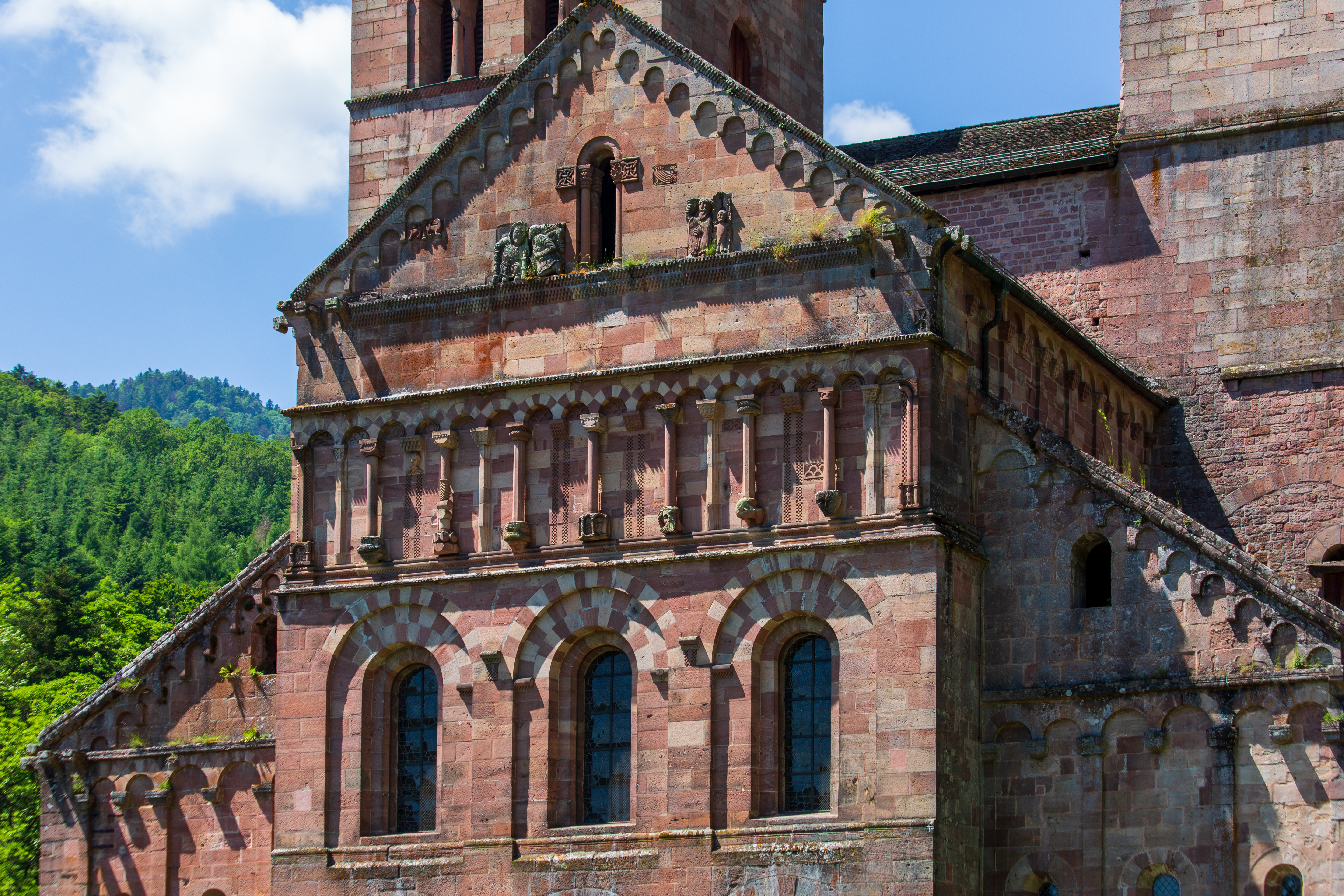
Oberer Abschnitt der Ostwand des Chores: obere Fensterreihe, darüber die 17-Bogen-Galerie und der Giebel

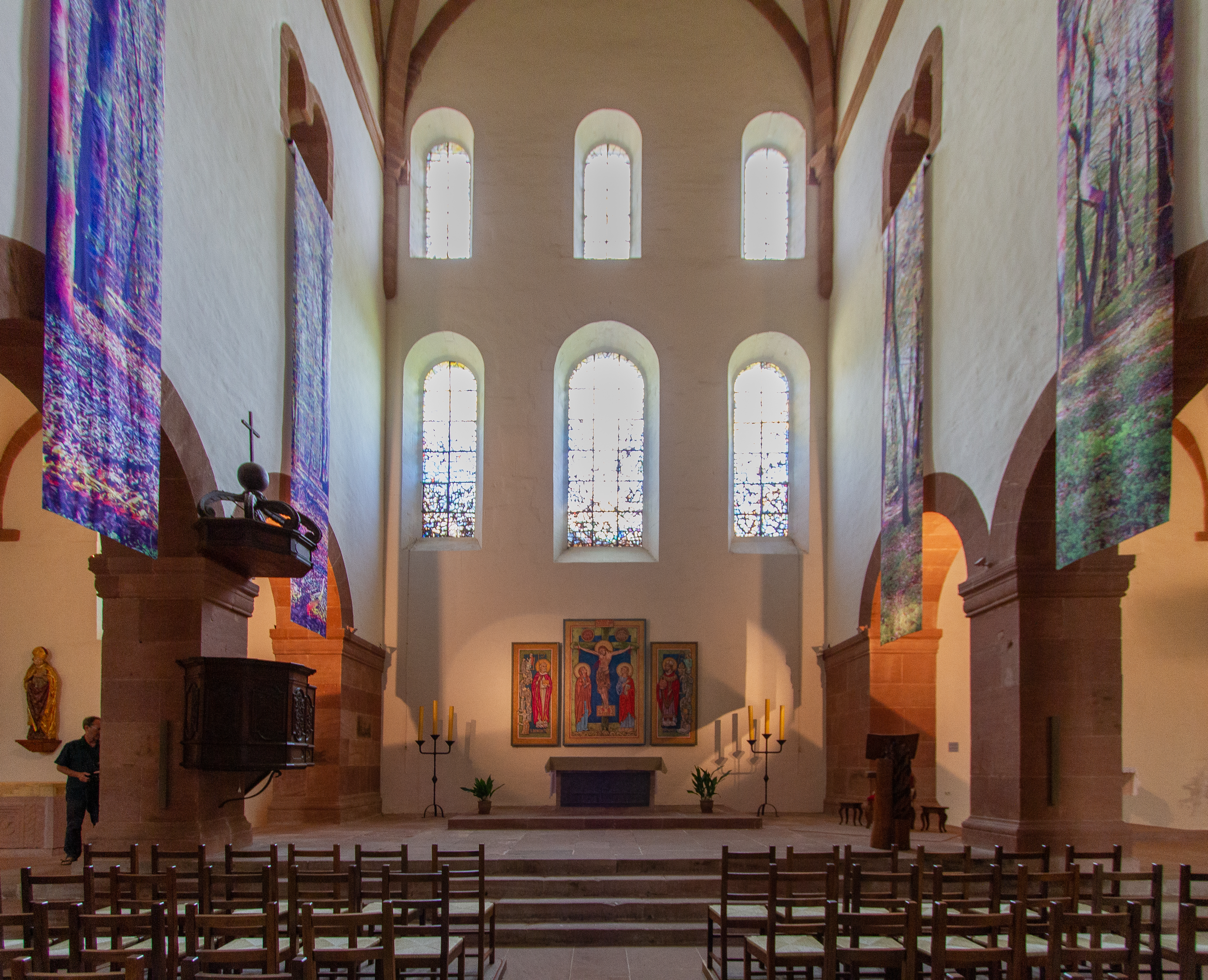
Blick in den Hauptchor

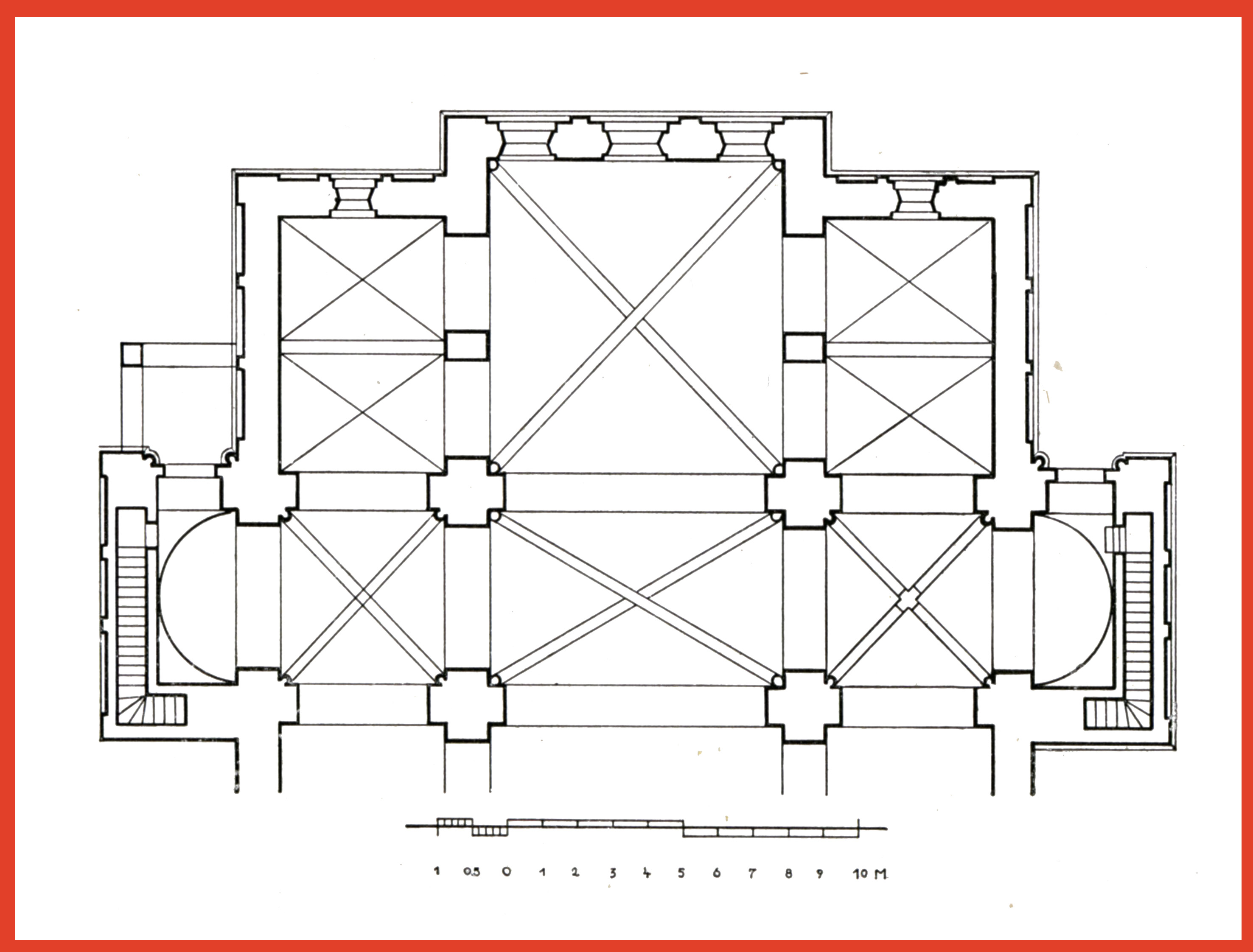
Grundriss des Kirchenrests

Die Abteikirche Murbach ist dem Heiligen Leodegar von Autun gewidmet und war die Hauptkirche der Fürstabtei Murbach. Erhalten sind heute davon nur noch das Querschiff mit seinen beiden Türmen sowie der Ostteil mit dem gerade abschließenden Chor. Aber auch dieser Kirchenrest wird noch als ein herausragendes Bauwerk der Romanik im Oberrheintal bewertet. Er dient heute als örtliche Pfarrkirche.

## Geografische Lage
Der Kirchenrest liegt in dem Weiler Murbach, der aus der Abtei hervorgegangen ist, und heute im Département Haut-Rhin und der französischen Region Grand Est liegt. Nächstgrößere Gemeinde ist Guebwiller (Gebweiler). Das enge, bewaldete Tal gibt dem Kirchenrest einen eindrücklichen Hintergrund, der durch den aufsteigenden Weg, der zu dem Gebäude hin führt noch akzentuiert wird.

## Geschichte

### Gründung
Die Abteikirche Murbach steht seit Gründung des Klosters unter dem Patrozinium des heiligen Leodegar von Autun (französisch Saint Léger), der im 7. Jahrhundert in Burgund die Benediktinerregel einführte. Ein anderer Grund für die Wahl dieses Heiligen könnte ein Verwandtschaftsverhältnis zwischen ihm und den Etichonen und damit dem Stifter der Abtei, Graf Eberhard von Elsass, gewesen sein. Als Reliquie des Heiligen bewahrte die Abteikirche seinen Unterkiefer. Ein Splitter davon wird immer noch dort aufbewahrt.
Völlig unbekannt sind der Standort und das Aussehen der ersten Kirche(n) des Klosters Murbach. Dazu gibt es keine Nachrichten. Urkundlich sicher belegt ist, dass es sie gab. Aufgrund archäologischer Ausgrabungen im Kirchenrest, die 1983/84 stattfanden, ist aber sicher, dass diese nicht dort lag(en). Im Bereich des ehemaligen Langhauses verbietet sich eine archäologische Untersuchung, da sich hier ein noch genutzter Friedhof befindet.

### Datierung
Die genaue Datierung des Bauwerks ist schwierig. Überliefert sind zwei Weihedaten, 1134 und 1216, deren Verlässlichkeit aufgrund der mehrfach aufeinander folgenden Abschriften von den nicht erhaltenen Originaltexten aber unklar ist. Da das Langhaus noch im 18. Jahrhundert komplett abgetragen wurde, können auch von dort keine Daten mehr gewonnen werden. Die stilistisch-kunstgeschichtliche Datierung hat mehrere Thesen zur Bauzeit aufgestellt, die das Baugeschehen zwischen 1120 und 1175 ansetzen und so um Jahrzehnte voneinander abweichen. Die seit der Arbeit von Joachim Müller vorherrschende These ist, dass die Kirche überwiegend in der Zeit des Abtes Bertold 1122–1149 errichtet wurde. Sie weist stilistische Zusammenhänge mit den Domkirchen in Mainz, Worms und Speyer auf.
Der erhaltene Teil, Chor und Querhaus, stammen aus einer einzigen Bauphase. Auch die wenigen erhaltenen, skulptierten Steine aus dem Langhaus weisen die gleiche Zeitstellung auf. Für die Bauabfolge ist rekonstruiert:
1. Chor und Nebenchöre wurden begonnen, ebenso das Fundament des nördlichen Querschiffes.
2. Die Nebenchöre wurden bis mindestens auf die Höhe der Gewölbeansätze und vermutlich die Erdgeschosse der Querarme mit den Portalen gebaut.
3. Anschließend wurden die Nebenchöre einschließlich der darüber liegenden Räume eingewölbt, die Türme vermutlich bis in die Deckenhöhe des zweiten Obergeschosses, die Querarme bis zur Traufe der Nebenchöre, der Chor bis mindestens zur Höhe der Traufen der Nebenchöre oder zum ersten Gesims seiner Ostfassade hochgezogen und das Obergeschoss der nördlichen Portalvorhalle und die südliche Portalvorhalle errichtet.
4. Chor- und Vorchorbogen wurden eingebaut, die Türme bis in Firsthöhe der Querarmdächer und die Anschlüsse der Türme zum Vorchorjoch aufgeführt, wobei die Nordwand des Südturmes und die Südwand des Nordturmes zuletzt aufgemauert wurden.
5. Die Gewölbe der Innenräume wurden – von ursprünglich vorgesehenen Tonnengewölben – auf Kreuzrippengewölbe umgeplant und errichtet. Die östliche Blendgalerie, die seitlichen Blendgalerien, der Giebel des Chors und die Giebel der Nebenchöre wurden errichtet, der Südquerarm eingewölbt und dessen Giebel hinzugefügt und das as Dach über dem mittleren Abschnitt des Querhauses aufgesetzt.
6. Das dritte Obergeschoss des Nordturmes entstand.
7. Das Langhaus wurde hinzugefügt.
8. Die Türme wurden vollendet.

### Weitere Entwicklung
Am 10. September 1382 wurde die Kirche bei einem Brand beschädigt, der die gesamte Abtei zerstörte. Noch heute sind unter der Einwirkung der Hitze geborstene Steine in den Türmen erhalten. Im 18. Jahrhundert wurde ein Teil des nördlichen Querhauses mit dem überkommenen Material neu aufgemauert.

### Verlust des Langhauses

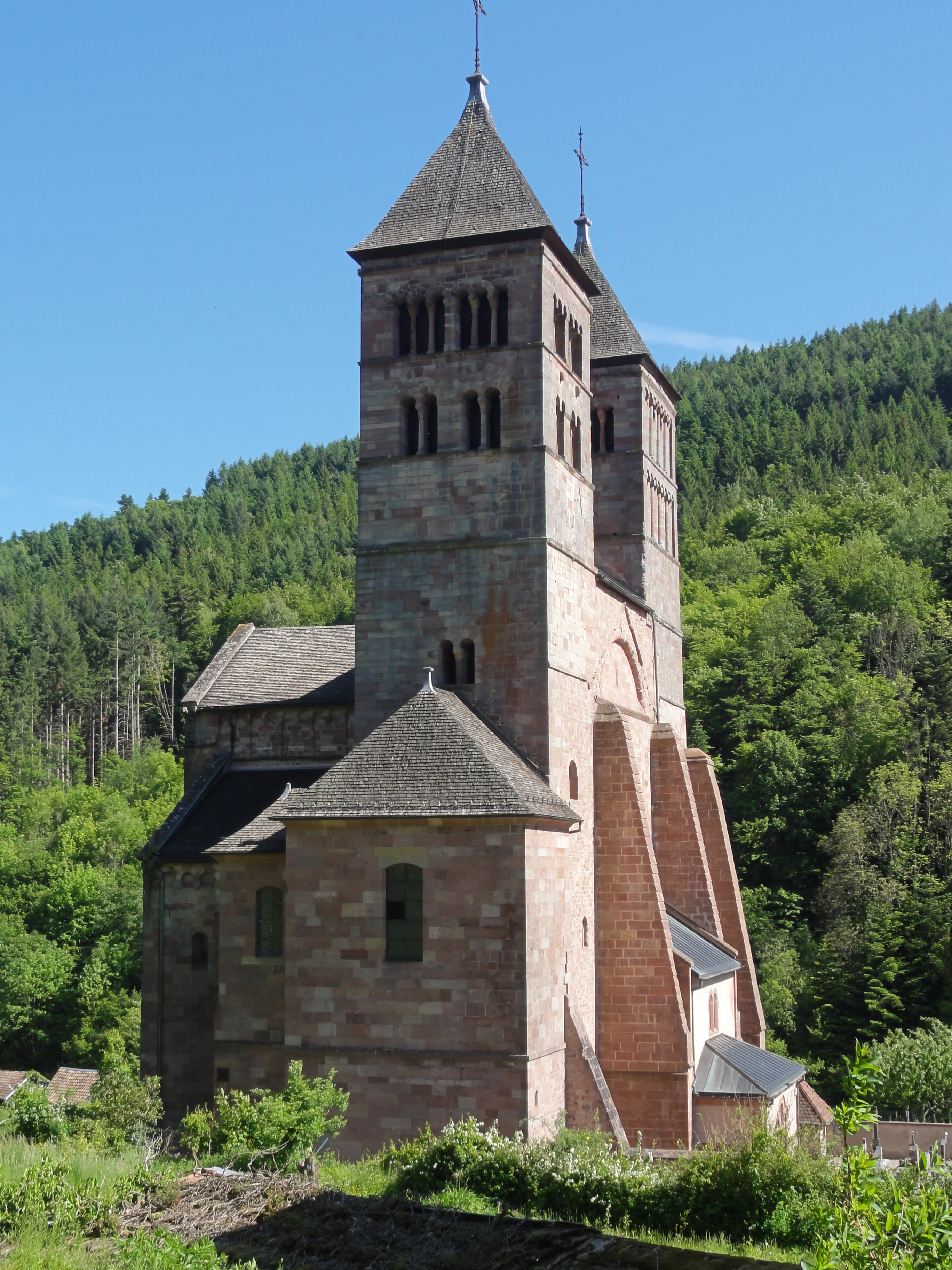
Rechts des Kirchenrests schloss sich das Langhaus an.

Zu Beginn des 18. Jahrhunderts beschloss der Konvent, die Kirche in barockem Stil neu zu errichten. Die Arbeiten wurden begonnen, das Dach des Langhauses abgetragen und am 14. August 1738 der Grundstein für den Neubau gelegt. Die Arbeiten kamen aber wegen Geldmangels nicht voran und wurden eingestellt, als der Konvent beschloss, seinen Sitz permanent nach Gebweiler zu verlegen. Dort wurde dann als Ersatz die Kirche Notre-Dame errichtet, 1759 der Sitz der Abtei offiziell nach Gebweiler verlegt und 1764 das Kloster in ein adeliges Ritterstift umgewandelt. Das Abbruchmaterial des Langhauses wurde für Neubauten in Gebweiler verwendet. Wo früher das Langhaus stand, befindet sich heute ein Friedhof. Das Querschiff und der Chor der ehemaligen Abteikirche blieben erhalten, weil das Dorf Murbach eine größere Pfarrkirche brauchte. Die Überlassung des Kirchenrests an das Dorf ersparte der Fürstabtei den Bau einer neuen Kirche. Für die Umnutzung wurde eine Mauer errichtet die den heutigen Kirchenrest vom Langhaus trennte. Um 1830 erhielt dieser Abschluss zum ehemaligen Langhaus vier Strebepfeiler vorgesetzt, um den Druck des Querhausgewölbes abzufangen. Um 1865 wurde die Südseite des Chores, als statische Probleme auftraten, neu aufgemauert. Da wieder das herkömmliche Material genutzt wurde, ist das kaum zu erkennen. Zwischen 1982 und 1986 fand die letzte Restaurierung statt, die hauptsächlich dazu diente, das Dach wieder abzudichten und aufgetretene Schäden durch eingedrungenes Wasser zu beseitigen.

## Bauwerk

### Grundriss
Die Kirche war eine dreischiffige Basilika mit sechs Jochen. Die Westfassade hatte – zumindest zum Ende ihres Bestandes – keine Türme und gab den Querschnitt des Baus wieder. Zu dem bereits im 18. Jahrhundert abgetragenen Langhaus gibt es nur spärliche Informationen. Aufgrund einer Zeichnung der Ruine aus dem 17. Jahrhundert wird folgendes angenommen: Das Langhaus war dreischiffig und hatte sechs Joche. Alle drei Schiffe waren nicht eingewölbt. Jedes Seitenschiff hatte pro Joch ein Außenfenster, das Mittelschiff dagegen im Obergaden neun auf jeder Seite. Bauschmuck scheint kaum vorhanden gewesen zu sein.
Östlich vorgelagert war dem Langhaus ein Querschiff, das zwei Türme überragen. Der Chor hat die Breite des Mittelschiffes. Links und rechts des Chors gibt es je eine Seitenkapelle von zwei Jochen als Nebenchöre, die mit dem Hauptchor durch je zwei Bögen verbunden sind. Sie sind nur wenig kürzer als der Chor, dessen flacher Abschluss so nur wenig über deren Fluchtlinie hinausragt.
Über den beiden Seitenkapellen befindet sich je ein weiterer eingewölbter Saal, der durch mit je mit einer Säule gekuppelten Fenstern mit dem Hauptchor verbunden ist. Die Aufgänge verbergen sich in den Querschiffmauern. Die ursprüngliche Funktion dieser Räume ist unbekannt. Im 18. Jahrhundert dienten sie als Archiv und Bibliothek.

### Aufgehendes Bauwerk
Chor und Querschiff sind eingewölbt, das Langhaus hatte eine flache Holzdecke. Das Gewölbe des Chors ist das höchste romanische Gewölbe, das im Elsass erhalten ist. Es ist ein Kreuzgratgewölbe. Die vorgesetzten Bandrippen sind reine Dekoration.

### Dekoration außen

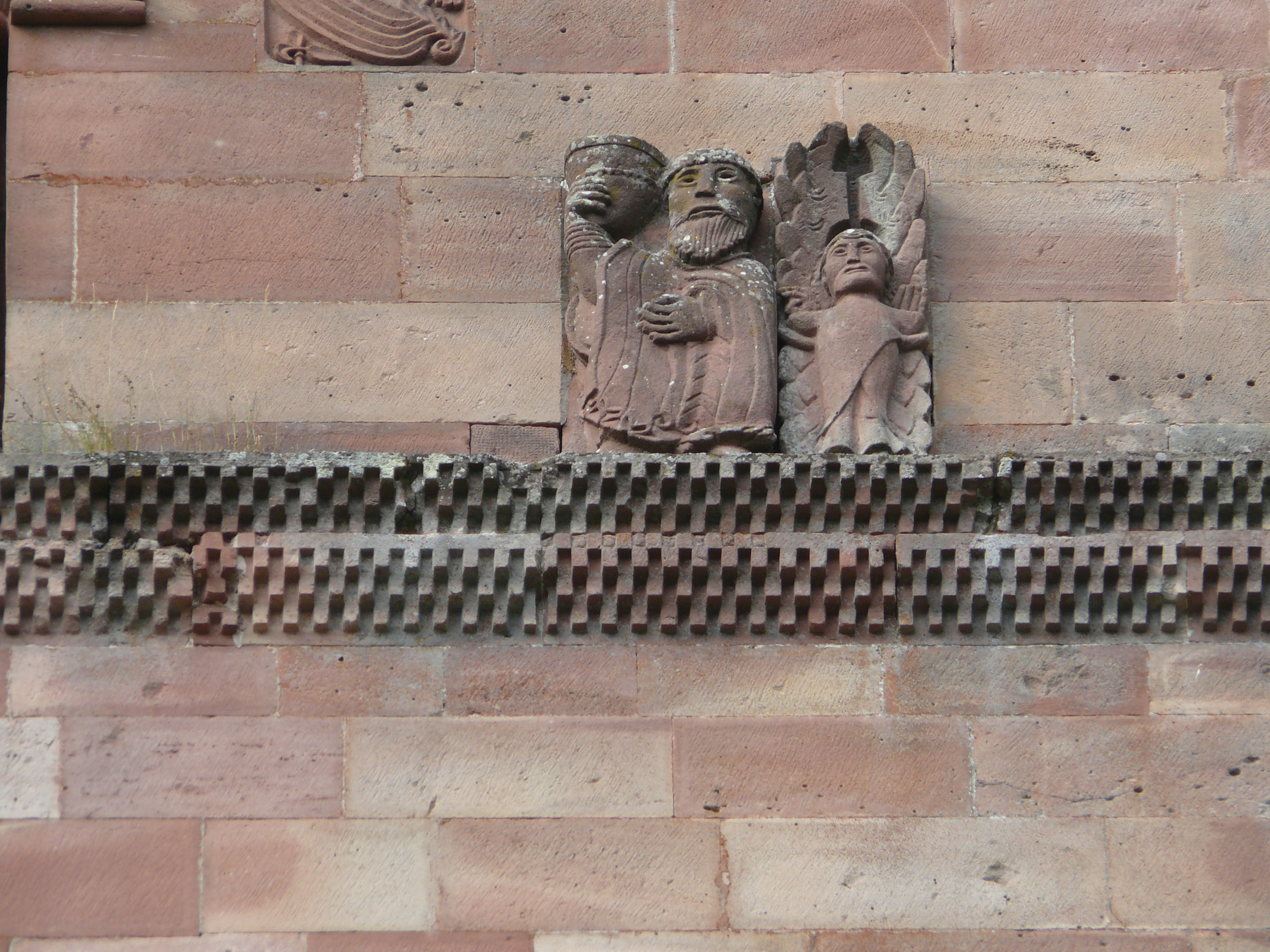
Als Eucharistie gedeutetes Relief

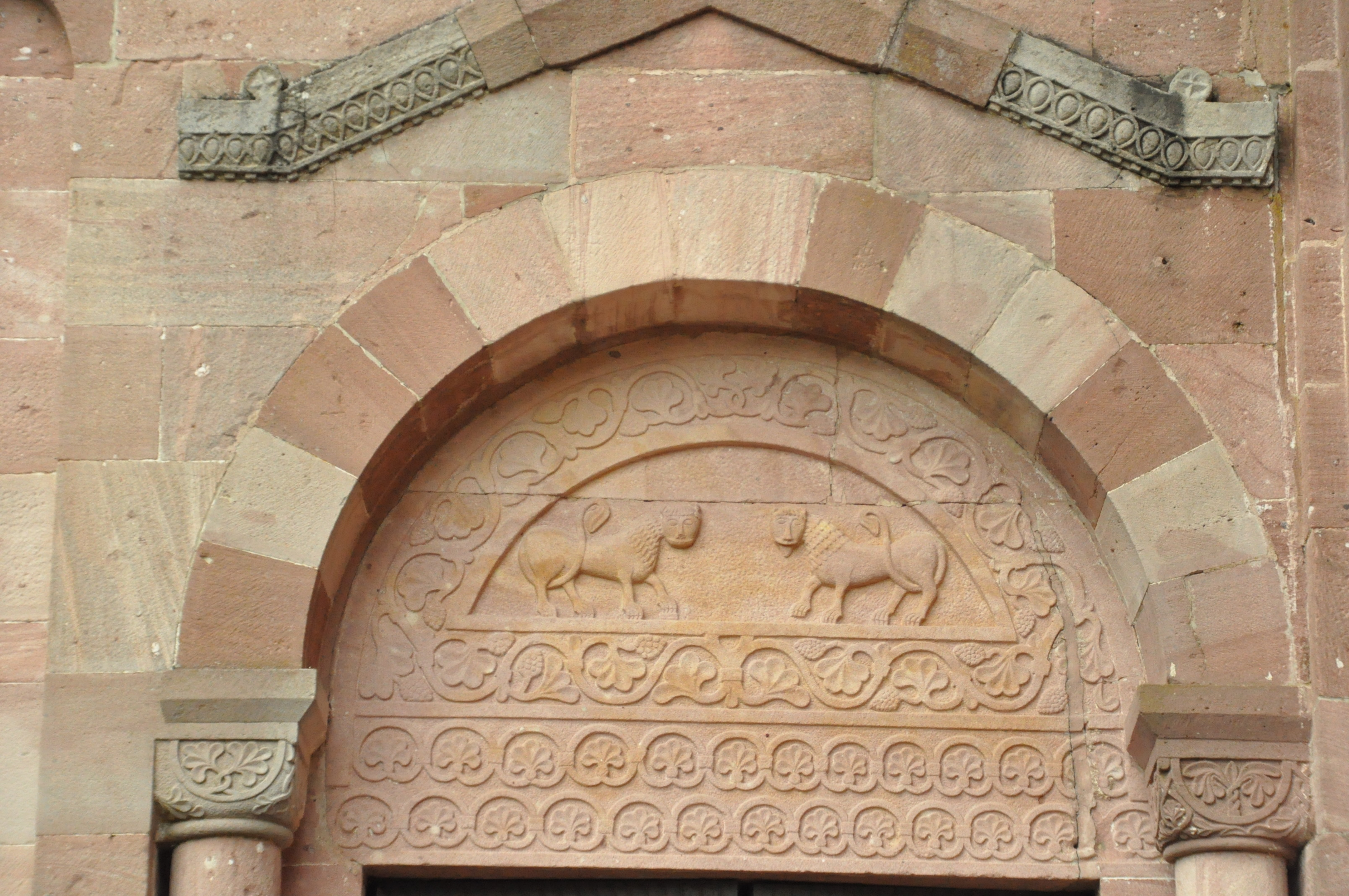
Tympanon des südlichen Eingangs: Zwei Löwen und Palmetten

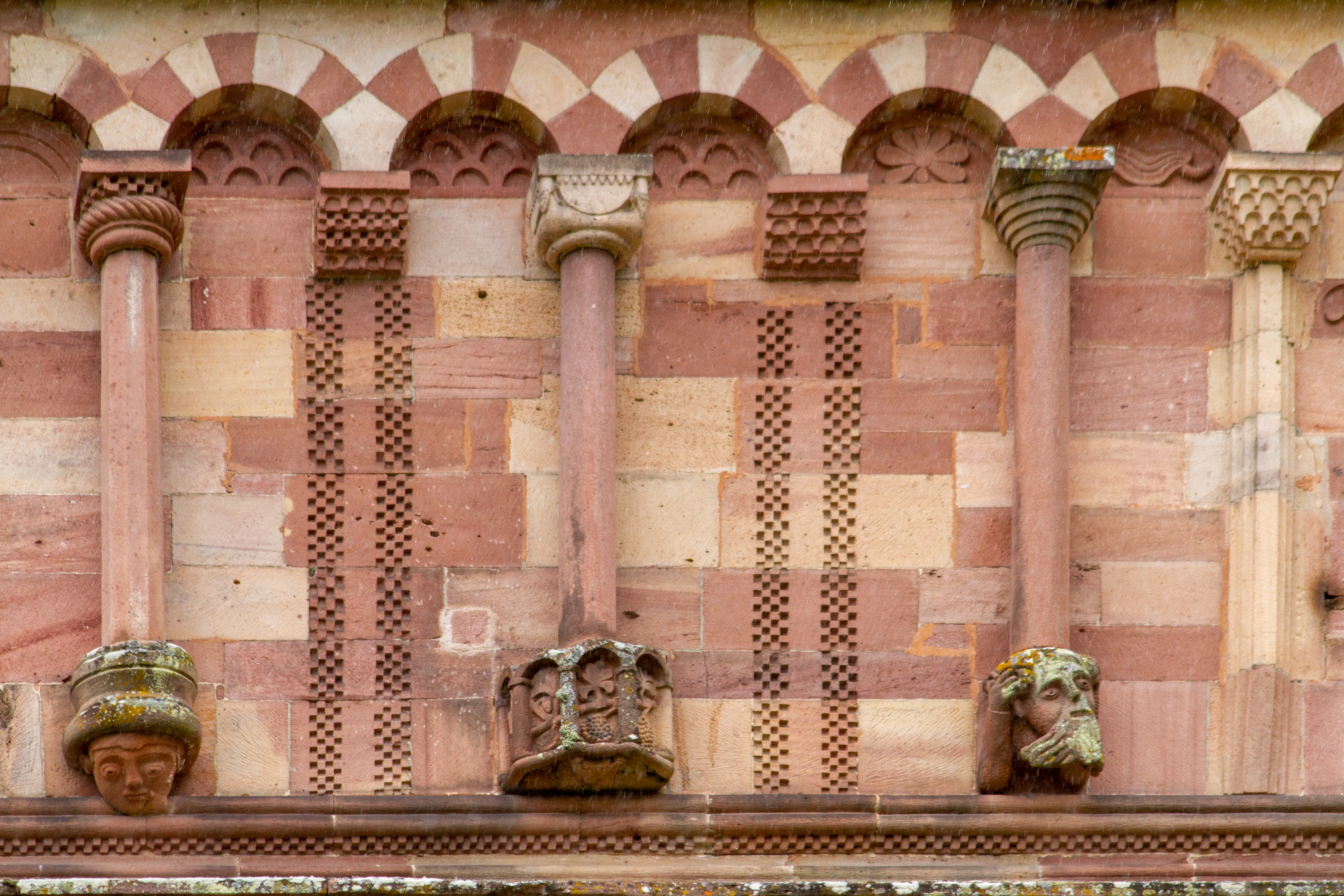
Abschnitt der Galerie an der Ostwand des Chores

Besonders reich ist die Ostwand des Chores über der doppelten Reihe von je drei Fensterbogen dekoriert. Hier befindet sich zunächst eine Galerie aus 17 Bögen. Die Säulen der Galerie haben jede ein unterschiedliches Kapitell, aber nur jede zweite hat eine Säulenbasis. Vier Säulen sind gar nicht ausgebildet, sondern als Relief in der dahinter liegenden Wand als Pfeiler angedeutet. Hauptsächlich in dem sich darüber erhebenden Giebel gibt es figürliche Darstellungen, einige wenige Reliefs befinden sich auch im Bereich der Galerie. Das hinter ihrer Anordnung stehende System und die Deutung der dargestellten Motive ist heute weitgehend unbekannt. Es gibt eine Reihe von Deutungen. Die beiden großen Reliefs im Giebelfeld werden als Beichte (links) und Eucharistie (rechts) gedeutet.
Im Tympanon des südlichen Eingangs zum Querschiff bewachen zwei Löwen den Zutritt. Im Übrigen ist es mit einem Palmettenmotiv geschmückt. Die südliche Wand des Querschiffs weist einige weitere Figuren auf und zwischen den beiden Reihen der Turmfenster wurden die Skulpturen menschlicher Köpfe angebracht.

### Ausstattung innen

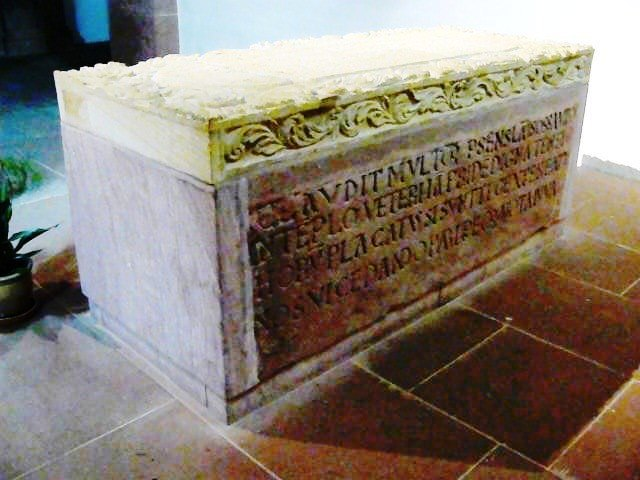
Grab der beim Einfall der Ungarn im Juli 936 ermordeten Mönche

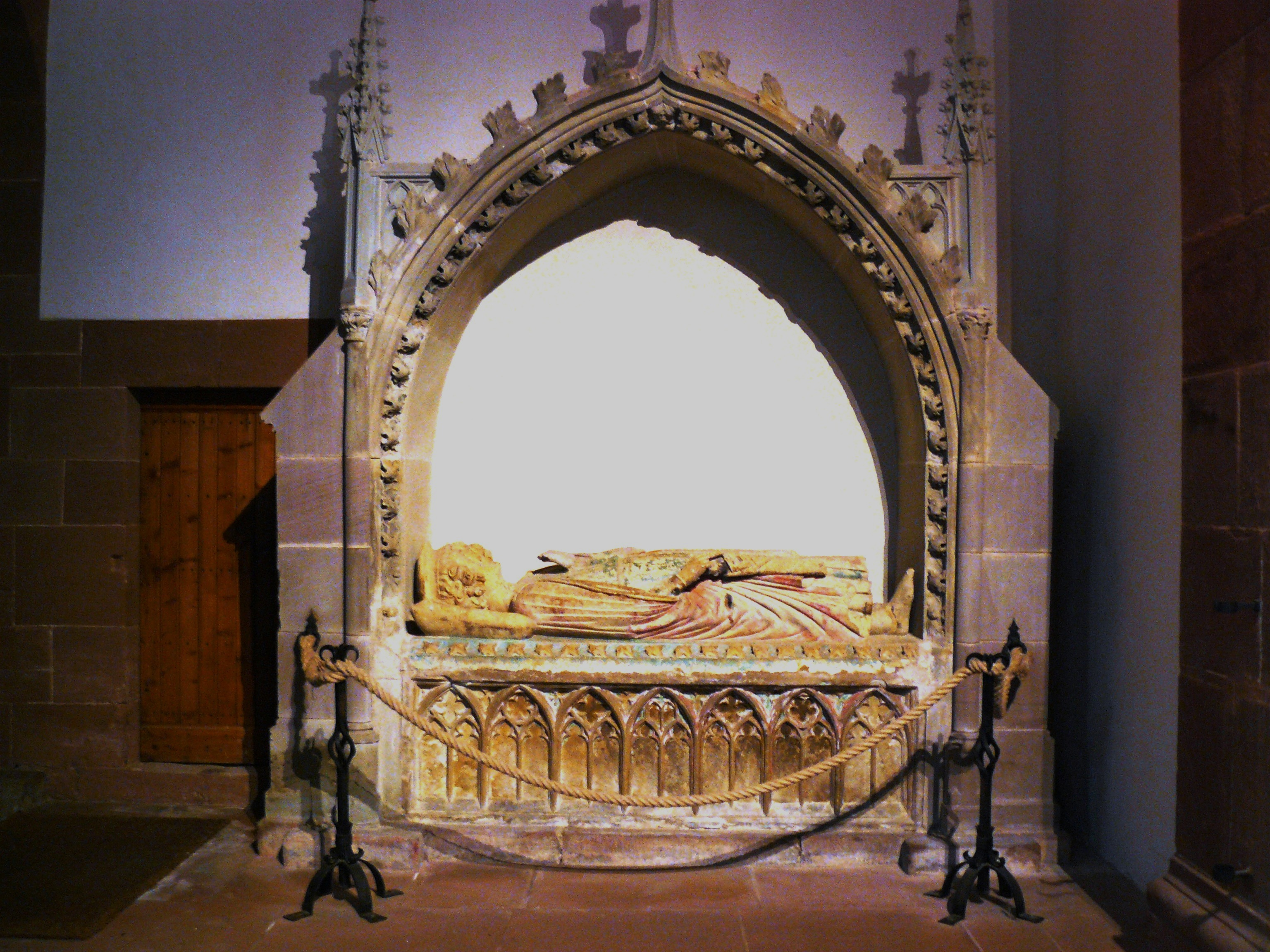
Grab des Eberhard von Elsass

Bei dem Einfall der Ungarn im Elsass wurde im Juli 936 auch das Kloster Murbach geplündert, sieben Mönche wurden ermordet. Deren Grab ist in der nördlichen Seitenkapelle erhalten.
Am Südende des Querschiffes befindet sich das Grab oder ein Epitaph für den Stifter der Abtei, Graf Eberhard von Elsass, aus dem 13. Jahrhundert. Er ist liegend auf einer Tumba als gotische Figur und Adeliger des 13. oder 14. Jahrhunderts dargestellt. Die Figur war ursprünglich bemalt.
Die übrige Ausstattung der Kirche, Bronze-Eingangstüren und Fenster sind überwiegend modern und stammen aus dem 20. Jahrhundert. Bis Dezember 2023 wurde der Innenraum renoviert.